# Hi Bye, Mama!
Hi Bye, Mama! (hangul: 하이바이, 마마!; rr: Haibai, mama!) é uma telenovela sul-coreana exibida pela tvN de 22 de fevereiro a 19 de abril de 2020, estrelada por Kim Tae-hee, Lee Kyu-hyung e Go Bo-gyeol.

## Enredo
Cha Yu-ri é um fantasma desde que ela morreu em um trágico acidente há cinco anos. Através de um projeto de reencarnação, ela tem a possibilidade de se tornar humana novamente, se conseguir voltar ao seu lugar dentro de 49 dias. No entanto, seu marido agora está casado novamente.

## Elenco

### Elenco principal
- Kim Tae-hee como Cha Yu-ri[4][5]
- Lee Kyu-hyung como Cho Gang-hwa[6]
- Go Bo-gyeol como Oh Min-jung

### Elenco de apoio

#### Família e comitiva de Yu-ri
- Seo Woo-jin como Cho Seo-woo, filha de Yu-ri.[7]
  - Park Jung-yeon como adolescente Cho Seo-woo (Ep. 16)
- Kim Mi-kyung como Jeon Eun-sook, mãe de Yu-ri.
- Park Soo-young como Cha Moo-poong, pai de Yu-ri.
- Kim Mi-soo como Cha Yeon-ji, irmã mais nova de Yu-ri.
- Shin Dong-mi como Go Hyun-jung, melhor amiga de Yu-ri.
- Yoon Sa-bong como Mi Dong-daek, um xamã.
- Lee Shi-woo como Jang Pil-seung, um piloto de avião.

#### Pessoas ao redor de Kang-hwa
- Oh Eui-shik como Gye Geun-sang, melhor amigo de Kang-hwa.
- Ahn Nae-sang como professor Jang, chefe de Kang-hwa.

#### Fantasmas no ossuário
- Ban Hyo-jung como Jung Gwi-sun, morreu há 7 anos.
- Bae Hae-seon como Sung Mi-ja, esposa de Man-seok morreu há 55 anos.
- Choi Dae-sung como Kwon Man-seok, esposo de Mi-ja morreu há years ago.
- Park Eun-hye como Seo Bong-yeon, mãe de Pil-seung, que morreu há 22 anos.
- Kim Dae-gon como Jang Dae-choon, pai de Pil-seung, que morreu há 22 anos.
- Shin Soo-yeon como Jang Young-shim, irmã de Pil-seung que morreu há 22 anos.
- Lee Jae-woo como Kang Sang-bong, ex-jogador de beisebol que foi assassinado por um amigo.
- Shim Wan-joon como Shim Geum-jae, morreu há 6 anos.
- Bae Yoon-kyung como Park Hye-jin, se suicidou há 4 anos
- Shin Cheol-jin como Mr.Choe

### Aparições especiais
- Lee Joong-ok como fantasma apartamento (Ep. 1 & 10)
- Lee Jung-eun como xamã (Ep. 4 & 10)[8][a]
- Lee Dae-yeon como Kim Pan-seok (Ep. 7 & 9)
- Lee Byung-joon como Baek Sam-dong (Ep. 7 & 9)
- Kim Seul-gi como Shin Soon-ae (Ep. 10)[a]
- Yang Kyung-won como um exorcista (Ep. 10–14)

## Produção
O título inicial da série é Goodbye Mom (coreano: 안녕 엄마).

## Trilha sonora

### Parte 1
| Lançado em 1 de março de 2020 |                                                  |                |         |  |
| N.º                           | Título                                           | Artista        | Duração |  |
| 1.                            | "Time, Like a Shining Star" (별처럼 빛나는 시간) | Park Ji-min    | 3:18    |  |
| 2.                            | "Time, Like a Shining Star" (Inst.)              |                | 3:18    |  |
| Duração total:                | Duração total:                                   | Duração total: | 6:36    |  |

### Parte 2
| Lançado em 8 de março de 2020 |                 |                |         |  |
| N.º                           | Título          | Artista        | Duração |  |
| 1.                            | "Touch"         | Kim Young-geun | 4:49    |  |
| 2.                            | "Touch" (Inst.) |                | 4:49    |  |
| Duração total:                | Duração total:  | Duração total: | 9:38    |  |

### Parte 3
| Lançado em 15 de março de 2020 |                   |                |         |  |
| N.º                            | Título            | Artista        | Duração |  |
| 1.                             | "To You" (너에게) | Hen            | 3:44    |  |
| 2.                             | "To You" (Inst.)  |                | 3:44    |  |
| Duração total:                 | Duração total:    | Duração total: | 7:28    |  |

### Parte 4
| Lançado em 22 de março de 2020 |                              |                |         |  |
| N.º                            | Título                       | Artista        | Duração |  |
| 1.                             | "Hopefully Sky" (하늘바라기) | Sohyang        | 4:30    |  |
| 2.                             | "Hopefully Sky" (Inst.)      |                | 4:30    |  |
| Duração total:                 | Duração total:               | Duração total: | 9:00    |  |

### Parte 5
| Lançado em 12 de abril de 2020 |                        |                |         |  |
| N.º                            | Título                 | Artista        | Duração |  |
| 1.                             | "In The Night"         | Parc Jae-jung  | 4:20    |  |
| 2.                             | "In The Night" (Inst.) |                | 4:20    |  |
| Duração total:                 | Duração total:         | Duração total: | 8:40    |  |

## Classificação
Na tabela abaixo, os números azuis representam as audiências mais baixas e os números vermelhos representam as audiências mais elevadas.
| Episódio | Data de transmissão     | Título em inglês e coreano                                                                                 | Audiência média (AGB Nielsen) | Audiência média (AGB Nielsen) |
| Episódio | Data de transmissão     | Título em inglês e coreano                                                                                 | Em todo o país                | Região Metropolitana de Seul  |
| -------- | ----------------------- | --- | ----------------------------- | ----------------------------- |
| 1        | 22 de fevereiro de 2020 | Life is Full of Unpredictable Surprises (인생은 예측 불가능의 연속이다)                                    | 5.895%                        | 6.209%                        |
| 2        | 23 de fevereiro de 2020 | Forgotten Season (잊혀진 계절)                                                                             | 6.111%                        | 6.220%                        |
| 3        | 29 de fevereiro de 2020 | Realizing the Beauty of Life is Only Possible After Death (죽어보니, 알 수 있는 것들 '美生')               | 5.373%                        | 5.384%                        |
| 4        | 1 de março de 2020      | There is Nothing That Won't Happen to Me (나에게 일어나지 않을 일은 없다)                                  | 6.519%                        | 6.793%                        |
| 5        | 7 de março de 2020      | Every Moment When Chance Turns Into Fate (우연이 운명으로 변하는 모든 순간들)                              | 5.663%                        | 5.971%                        |
| 6        | 8 de março de 2020      | Even in the Face of Death, Family is Still My Number One (죽음 앞에서도 나만 생각하지 않게 하는 것 '가족') | 5.769%                        | 5.745%                        |
| 7        | 14 de março de 2020     | Where Flower Blooms and Falls (꽃이 피고 진 자리)                                                          | 6.101%                        | 5.958%                        |
| 8        | 15 de março de 2020     | People Who Can't Say Goodbye (이별에 서툰 사람들)                                                          | 5.428%                        | 5.550%                        |
| 9        | 21 de março de 2020     | Goodbye and Hello to Your Light (안녕, 당신의 빛)                                                          | 5.859%                        | 6.122%                        |
| 10       | 22 de março de 2020     | Your Place Where I Cannot Reach (내게 주어진 '내 몫의 인생')                                               | 5.431%                        | 5.930%                        |
| 11       | 28 de março de 2020     | The Share of Life Given to Me (내게 주어진 '내 몫의 인생')                                                 | 5.324%                        | 6.025%                        |
| 12       | 29 de março de 2020     | The Days I Was Forgotten (내가 가려진 날들)                                                                | 5.227%                        | 5.517%                        |
| 13       | 11 de abril de 2020     | A Story I Could Not See (나는 볼 수 없었던 이야기)                                                         | 4.707%                        | 5.086%                        |
| 14       | 12 de abril de 2020     | It’s Not Your Fault (당신 탓이 아니다)                                                                     | 4.226%                        | 4.460%                        |
| 15       | 18 de abril de 2020     | My Life's Tomorrow (내 인생의 '내일')                                                                      | 4.795%                        | 5.178%                        |
| 16       | 19 de abril de 2020     | Petals Fall, But the Flower Endures (꽃잎이 떨어져도 꽃은 지지 않네)                                       | 5.133%                        | 5.737%                        |
| Média    | Média                   | Média | 5.473%                        | 5.743%                        |

- Este drama foi transmitido por um canal de televisão por assinatura, que normalmente tem um público relativamente menor em comparação com as emissoras de televisão abertas (KBS, SBS, MBC e EBS).
- Em 29 de março de 2020, foi relatado que o drama faria uma pausa de uma semana nas transmissões de 4 e 5 de abril devido a mudanças inevitáveis no cronograma e para garantir um processo de produção mais estável. Emissões especiais foram exibidas.[11]